# 费尔特拉格特环形山
费尔特拉格特环形山（英語：Vertregt）是月球背面一座古老的大撞击坑，约形成于前酒海纪，其名称取自荷兰天文学家马利尼斯·费尔特雷赫特（1897年-1973年），1979年被国际天文学联合会正式批准接受。

## 描述

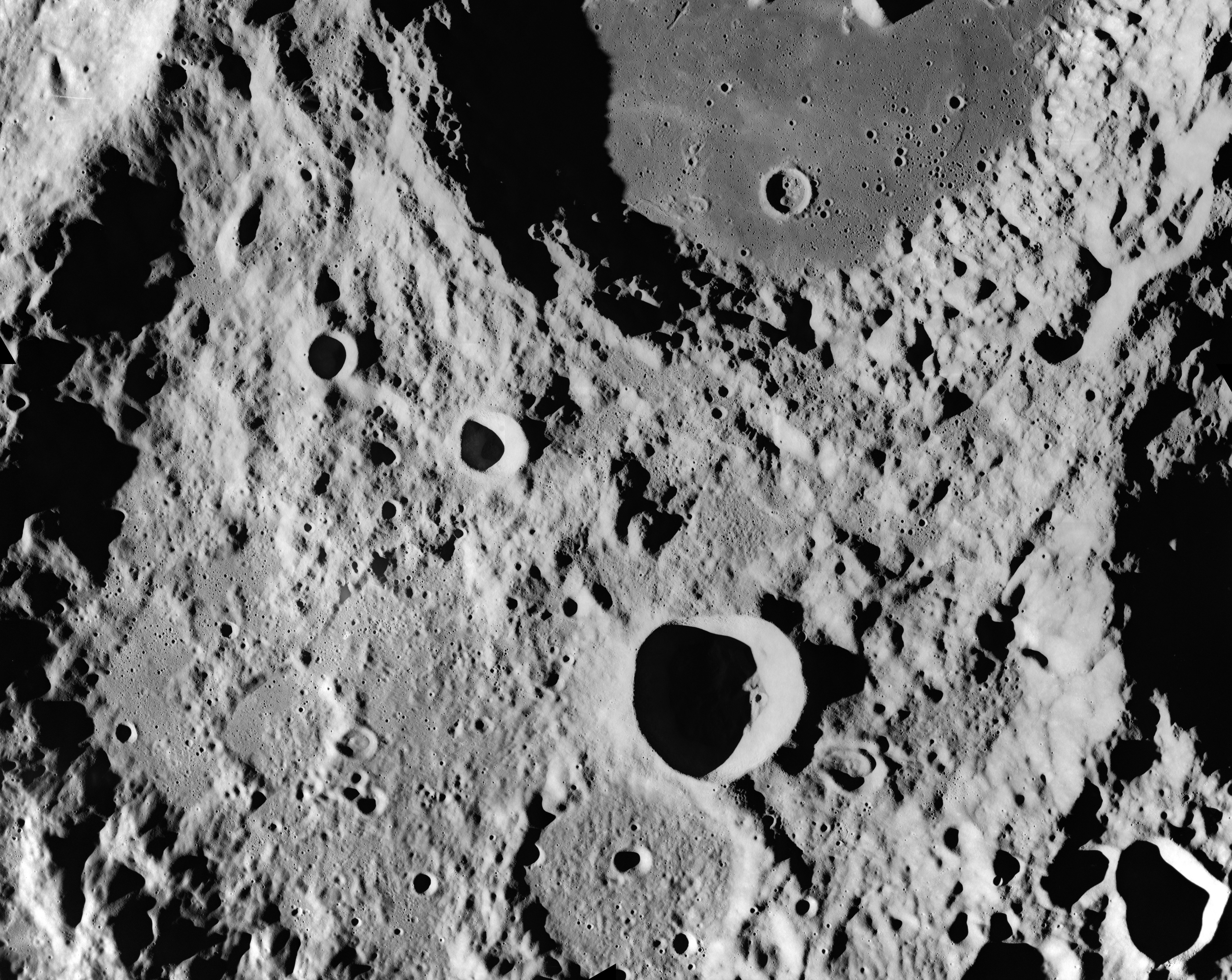
阿波罗17号拍摄的太阳低照下的费尔特拉格特环形山

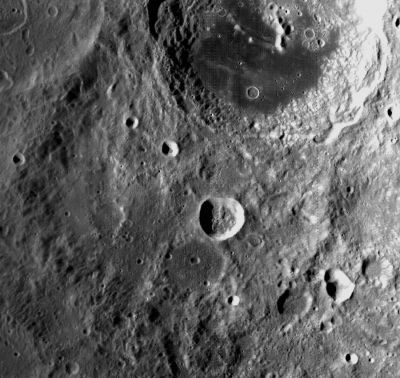
月球勘测轨道飞行器拍摄，图中为费尔特拉格特环形山，上方是-艾特肯环形山。

该陨坑西北毗邻兹威基环形山；大陨坑-艾特肯环形山连接了它的北侧壁；东北和东南分别坐落着贝格斯特兰陨石坑和拿索环形山；巨大的范德格拉夫环形山横亘在它的南面；西南则是帕拉塞尔苏斯环形山。该环形山的中心月面坐标为19°18′S 171°07′E / 19.3°S 171.12°E，直径172.8公里，深度3.04公里。
费尔特拉格特环形山形成来，经历了无数次的后续撞击而严重侵蚀，只剩留几段外壁仍可被看清，保存最完整西北侧外壁，也只是一段带有小陨坑痕迹
的弧形山脊。陨坑壁高出周边地形1900米，坑底表面参差不齐，分布着一道崎岖的山脊及一些更小的撞击坑，最醒目的是东南的一对卫星坑"费尔特拉格特 L"和"费尔特拉格特 K"；一条宽阔的沟壑从坑底南端伸向范德格拉夫环形山。

## 卫星陨石坑
按惯例，最靠近费尔特拉格特环形山的卫星坑在月图上以字母标注在该坑中心点的旁边。

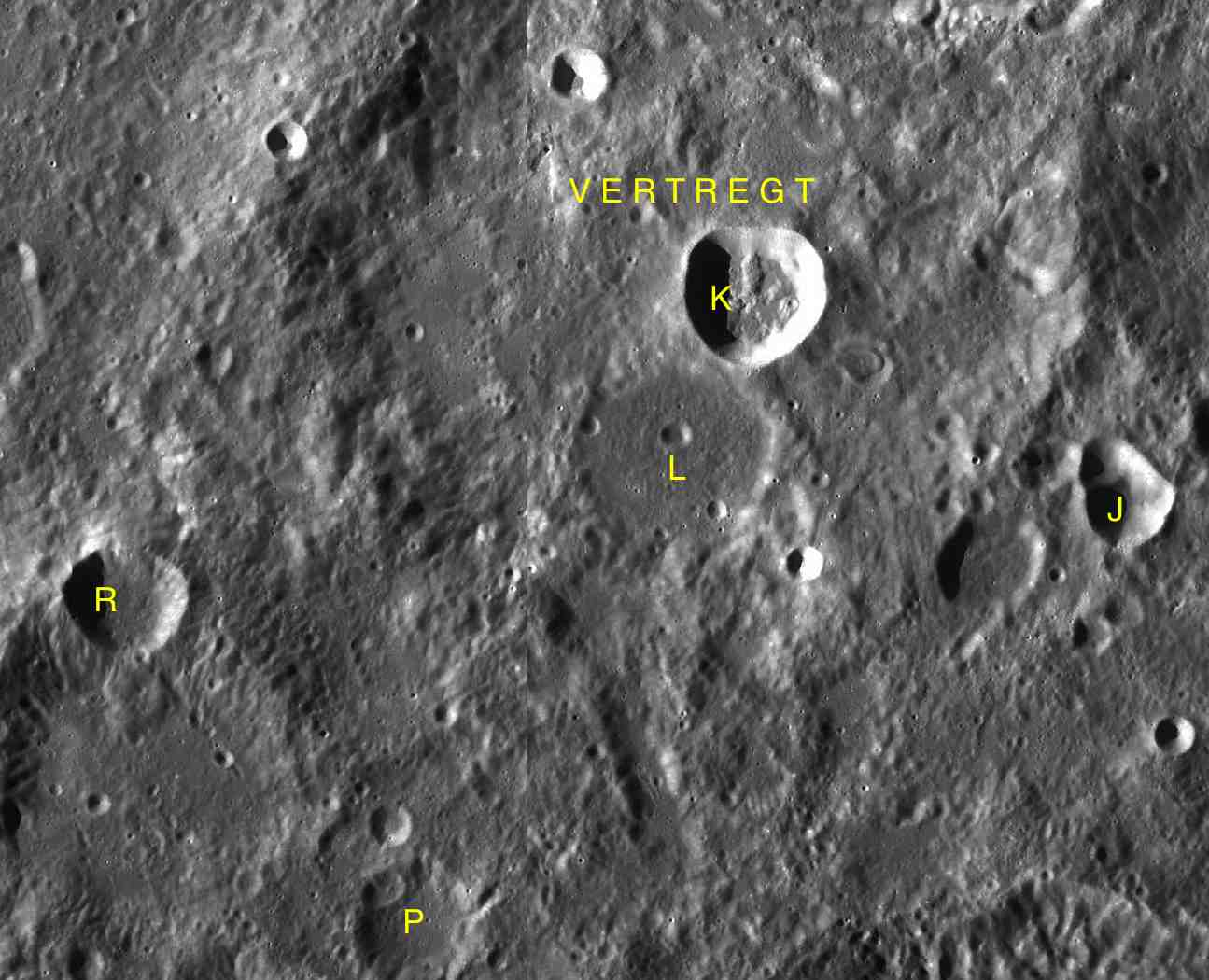
LAC-103和LAC-104拼接图

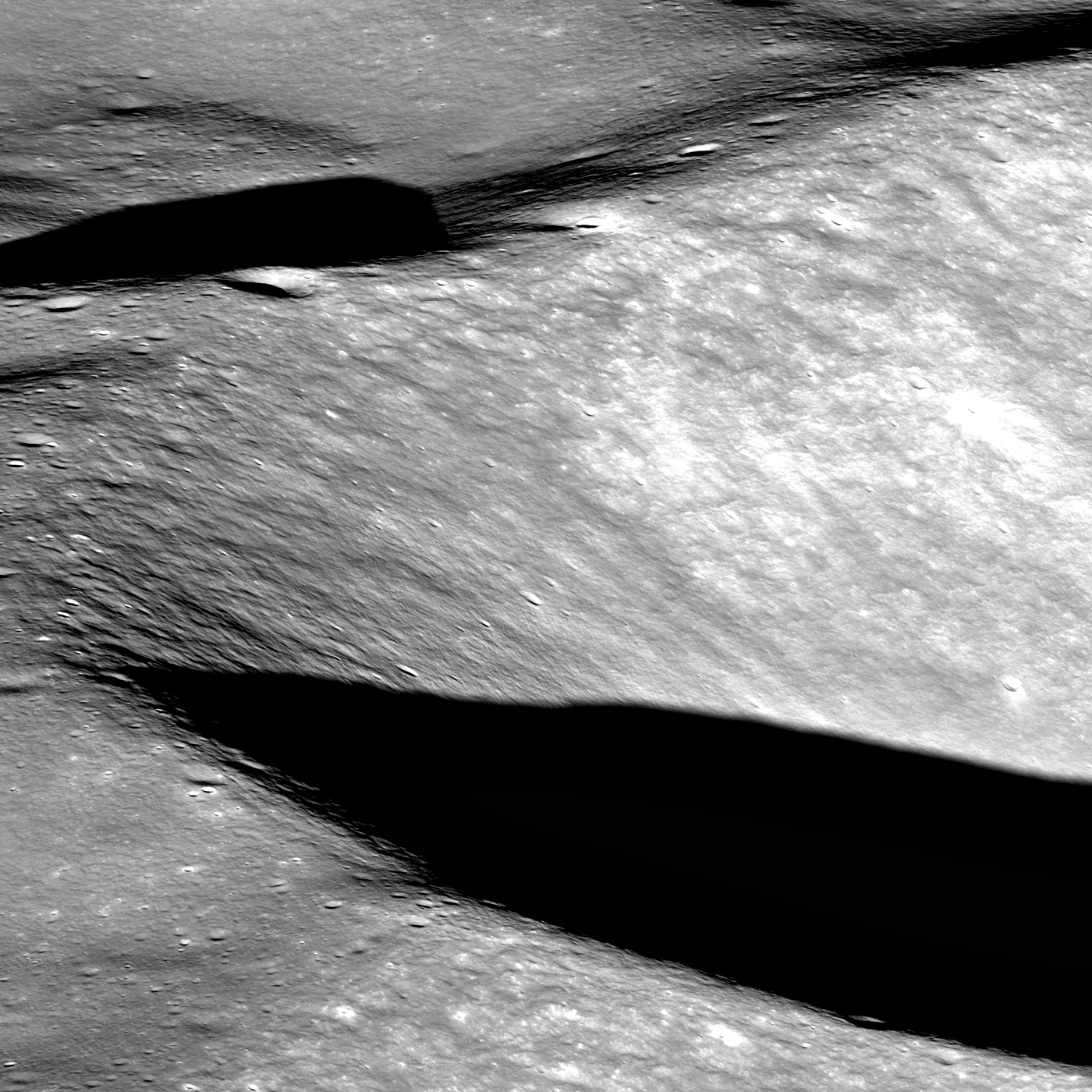
卫星坑"费尔特拉格特 J"的北侧内壁坡，月球勘测轨道飞行器拍摄。

| 费尔特拉格特 | 纬度    | 经度     | 直徑    |
| ------------ | ------- | -------- | ------- |
| J            | 21.5° S | 174.3° E | 17 公里 |
| K            | 20.1° S | 172.0° E | 27 公里 |
| L            | 21.1° S | 171.5° E | 38 公里 |
| P            | 23.6° S | 170.0° E | 24 公里 |
| R            | 21.8° S | 167.1° E | 25 公里 |

- 卫星坑"费尔特拉格特 L"形成于酒海纪[1]。